# Rão Kyao
Rão Kyao (* 23. August 1947 in Lissabon; bürgerlich: João Maria Centeno Gorjão Jorge) ist ein Musiker, Komponist und Sänger aus Portugal. Er ist besonders bekannt als Spieler der indischen Bambusflöte Bansuri und als Saxophonist.

## Leben
Rão Kyao verbrachte einen Teil seiner Jugend im chinesischen Macau, einer damaligen portugiesischen Überseebesitzung, wo sein Vater im Militärdienst stand. Er war Schüler einer Militärschule. Aus dieser Zeit stammt sein Künstlername Rão Kyao, den er im Jahr 1975 annahm.
Im Alter von 19 Jahren begann er seine Karriere als Tenorsaxophonist und Jazzmusiker. Er lebte bis 1974 in Paris, um seine Einziehung zum Militärdienst in den Kolonien zu verhindern. Nach der Nelkenrevolution am 25. April 1974 in Portugal hatte er große Erfolge als Jazzmusiker. So trat er im Jahr 1980 beim Cascais Jazz Festival auf und hatte große Erfolge mit der herausgegebenen Live-LP. Ebenfalls Ende der 1970er-Jahre ging er für einige Zeit nach Indien, wo er versuchte, indische und portugiesische Musik miteinander zu verbinden. Als Ergebnis brachte er im Jahr 1979 sein Album Goa heraus, benannt nach der ehemaligen portugiesischen Besitzung Goa in Portugiesisch-Indien. Das Album prägte Kyaos weiteren musikalischen Werdegang.
Im Jahr 1983 erschien sein Album Fado bailado („getanzter Fado“), das als erstes portugiesisches Album Platin erreichte. In diesem Album interpretierte er mit dem Saxophon mehrere Stücke der Fado-Legende Amália Rodrigues, in Zusammenarbeit mit António Chainho, einem Meister der Portugiesischen Gitarre.
Seither wiederholten sich die Themen Fado, Musik des Orients und des nördlichen Afrikas. Er machte die Bambusflöte zu seinem Spezialinstrument. Im Jahr 2001 erschien die CD Fado virado a nascente (dt.: Fado, nach Sonnenaufgang gerichtet), die sich ausschließlich mit dem Ursprung des Fados im Orient und Nordafrika auseinandersetzte. Für diese Aufnahme lud er mehrere bekannte traditionelle marokkanische Musiker ein. Das Thema Macau tauchte erneut auf seiner CD Porto Interior (dt.: Innerer Hafen) aus dem Jahre 2008 auf. Hieran beteiligte er die bekannte chinesische Sängerin Yanan.
An seinem 2009 erschienenen Album Em Cantado (Wortspiel aus encantado, dt.: erfreut, und cantado, dt.: gesungen) arbeitete er mit verschiedenen jungen Fadosängern als Gastsängern, darunter Camané, Carminho und Ricardo Ribeiro. 2012 folgte mit Coisas que a gente sente (dt.: Dinge, die wir fühlen) dann wieder ein überwiegend instrumentales Weltmusik-Album, auf dem er u. a. ein Lied der kurz vorher verstorbenen kapverdischen Sängerin Cesária Évora widmete (Ouvindo a Cesária, dt.: Cesária hörend). Das Album wurde mit dem renommierten Schallplattenpreis Prémio Carlos Paredes ausgezeichnet.

## Diskografie
- 1976: Malpertuis
- 1977: Bambu
- 1979: Goa
- 1980: Live At Cascais
- 1982: Ritual
- 1983: Fado bailado
- 1984: Estrada da luz
- 1986: Oásis
- 1987: Danças de rua
- 1987: O som mágico da flauta
- 1989: Viagens na minha terra
- 1992: Delírios ibéricos
- 1994: Águas livres
- 1996: Viva o fado
- 1997: O melhor de Rão Kyao (Best of)
- 1997: Navegantes
- 1999: Junção
- 1999: Melhor dos tempos
- 2001: Fado virado a nascente
- 2004: Porto Alto
- 2006: Rão Kyao Tour Sete sóis sete Luas (Live)
- 2007: Mondego (Rão Kyao & Orquestra Clássica de Coimbra)
- 2008: Porto Interior (Rão Kyao & Yanan)
- 2009: Em cantado
- 2010: Pure Light – Samadhi (Rão Kyao & Ruca Rebordão)
- 2011: Sopro de Vida – Ao ritmo da Liturgia
- 2012: Coisas que a gente sente
- 2014: Sopro de Vida – Maria
- 2017: Aventuras da Alma
- 2021: Gandhi